# 별별가족
《별별가족》(영어: Various Family 베리어스 패밀리[*], 다양한 가족 또는 Family Story 패밀리 스토리[*], 가족 이야기)은 대한민국의 쏘울 크리에이티브가 제작한 텔레비전 애니메이션이다.

## 개요
감성을 품은 내레이션과 영상미를 전한 텔레비전 애니메이션이다.

## 방송 시간
| 방송 채널 | 방송 기간                          | 방송 시간                                   |
| --------- | ---------------------------------- | ------------------------------------------- |
| KBS 1TV   | 2015년 4월 6일 ~ 2015년 7월 17일   | 매주 평일 오전 10시 55분 ~ 11시             |
| KBS 1TV   | 2015년 7월 20일 ~ 2015년 8월 14일  | 매주 평일 낮 1시 50분 ~ 1시 55분            |
| KBS 1TV   | 2015년 8월 17일 ~ 2016년 3월 24일  | 매주 월요일 ~ 목요일 낮 1시 50분 ~ 1시 55분 |
| KBS 1TV   | 2016년 3월 28일 ~ 2016년 4월 15일  | 매주 평일 오전 11시 50분 ~ 11시 55분        |
| KBS 1TV   | 2016년 4월 25일 ~ 2016년 4월 28일  | 매주 월요일 ~ 목요일 낮 1시 55분 ~ 2시      |
| KBS 1TV   | 2016년 5월 30일 ~ 2016년 6월 14일  | 매주 월요일 ~ 목요일 낮 1시 55분 ~ 2시      |
| KBS 1TV   | 2016년 8월 29일 ~ 2016년 12월 26일 | 매주 월요일 ~ 목요일 낮 1시 55분 ~ 2시      |
| KBS 1TV   | 2016년 5월 2일 ~ 2016년 5월 25일   | 매주 월요일 ~ 수요일 낮 1시 55분 ~ 2시      |

## 성우
- 양희경: 호호 선생님 역
- 홍범기
- 공경은

## 제작진
- 책임 프로듀서: 박현민
- 기획: 이순주
- 제작: 임만식
- 프로듀서: 이별남
- 감독: 황철
- 시나리오: 김명애, 백지현, 장혜린
- 스토리보드: 한승우, 이기웅, 김부영, 임경원
- 미술감독: 김학철
- 캐릭터디자인: 장수진
- 배경디자인: 김학철, 김은희, 박세일, 이현정
- 레이아웃: 김다정, 전은희, 한수진, 정달희, 신창섭
- 배경채색: 박세일, 김은영
- 애니메이션: 이정현, 장수진, 한주석, 김성령, 한세화, 김성수, 양선인, 홍예솔, 송하나, 이승주, 최진혁
- 라인프로듀서: 이지민
- 사업마케팅: 신장선, 장류진
- 내레이션: 양희경
- 목소리 출연: 홍범기, 공경은
- 사운드 슈퍼바이저: 블루밍사운즈
- 음악감독: 김효석
- BGM 편곡: 진주희, 양희라, 이성원
- 사운드 디자인: 강혜영, 정일권
- 내레이션 슈퍼바이저: 우마데우스
- 내레이션 녹음: 우마데우스 우석도, 홍밝음
- 출력: SBA 서울애니메이션센터 함종민
- 웹기획: 최병옥
- 웹운영: 김지은
- 홍보: 최승주

- 종합편집 -
- 편집감독: 유운모
- 컴퓨터 그래픽: 황은서
- 연출: 이순주
- 공동제작: KBS 한국방송, SOUL CREATIVE → 기획: KBS, 제작: SOUL CREATIVE (주)쏘울 크리에이티브

## 방영 목록
2015년
| 회차  | 방송일    | 부제                               | 비고             |
| ----- | --------- | ---------------------------------- | ---------------- |
| 1화   | 4월 6일   | 춤추는 남자                        |                  |
| 2화   | 4월 7일   | 나의 자리                          |                  |
| 3화   | 4월 8일   | 두근두근 이벤트                    |                  |
| 4화   | 4월 10일  | 부자남편                           |                  |
| 5화   | 4월 14일  | 빗속의 데이트                      |                  |
| 6화   | 4월 15일  | 아내의 선물                        | 12세 이상 시청가 |
| 7화   | 4월 16일  | 우리 할머니                        |                  |
| 8화   | 4월 17일  | 웃는 그녀                          |                  |
| 9화   | 4월 20일  | 신데렐라의 남자                    |                  |
| 10화  | 4월 21일  | 사랑을 미루지 마세요               |                  |
| 11화  | 4월 22일  | 웃음 쿠폰                          |                  |
| 12화  | 4월 23일  | 아내의 남자                        | 12세 이상 시청가 |
| 13화  | 4월 27일  | 된장찌개 예스 청국장 노            | 12세 이상 시청가 |
| 14화  | 4월 28일  | 몰래 쓴 전기                       | 12세 이상 시청가 |
| 15화  | 4월 29일  | 출산일 지갑 분실 사건              | 12세 이상 시청가 |
| 16화  | 4월 30일  | 그렇고 그런 사이                   | 12세 이상 시청가 |
| 17화  | 5월 1일   | 조기교육                           |                  |
| 18화  | 5월 4일   | 빨래의 여왕                        |                  |
| 19화  | 5월 6일   | 말하지 않아도                      |                  |
| 20화  | 5월 7일   | 아내를 스카우트하다                |                  |
| 21화  | 5월 8일   | 우리집 막내                        |                  |
| 22화  | 5월 11일  | 하이힐                             |                  |
| 23화  | 5월 12일  | 시아버지의 아들 자랑               | 12세 이상 시청가 |
| 24화  | 5월 13일  | 알다가도 모를                      | 12세 이상 시청가 |
| 25화  | 5월 14일  | 짧았던 거짓말                      |                  |
| 26화  | 5월 15일  | 후회는 나의 것                     |                  |
| 27화  | 5월 19일  | 엄마의 의자                        |                  |
| 28화  | 5월 20일  | 얄미운 사람                        |                  |
| 29화  | 5월 21일  | 그녀가 사는 법                     |                  |
| 30화  | 5월 22일  | 모르는 게 약                       |                  |
| 31화  | 5월 26일  | 아빠가 미안해                      |                  |
| 32화  | 5월 27일  | 내겐 너무 가녀린 아내              |                  |
| 33화  | 5월 28일  | 그래도 오빠는 오빠                 |                  |
| 34화  | 5월 29일  | 반기 부부                          |                  |
| 35화  | 6월 1일   | 할아버지는 못 말려                 |                  |
| 36화  | 6월 2일   | 그 이름 아버지                     |                  |
| 37화  | 6월 3일   | 개와 당신                          |                  |
| 38화  | 6월 4일   | 아빠는 안 돼                       |                  |
| 39화  | 6월 9일   | 조용한 가족                        | 12세 이상 시청가 |
| 40화  | 6월 11일  | 분실의 시대                        |                  |
| 41화  | 6월 12일  | 아버지의 수난시대                  | 12세 이상 시청가 |
| 42화  | 6월 15일  | 그녀를 믿지 마세요                 |                  |
| 43화  | 6월 16일  | 차인표는 어디에?                   |                  |
| 44화  | 6월 17일  | 엉큼한 도전                        |                  |
| 45화  | 6월 18일  | 시아버지를 소개합니다              |                  |
| 46화  | 6월 19일  | 폼생폼사                           |                  |
| 47화  | 6월 22일  | 내 사랑 스마트폰                   |                  |
| 48화  | 6월 23일  | 아내는 재테크중                    |                  |
| 49화  | 6월 24일  | 해가 서쪽에서                      |                  |
| 50화  | 6월 26일  | 아니 벌써                          |                  |
| 51화  | 6월 29일  | 엄마의 연정                        |                  |
| 52화  | 6월 30일  | 살과의 전쟁                        |                  |
| 53화  | 7월 1일   | 삼시오끼                           |                  |
| 54화  | 7월 2일   | 사랑해 누나                        |                  |
| 55화  | 7월 3일   | 그날 밤에 생긴 일                  |                  |
| 56화  | 7월 6일   | 또 다른 가족                       |                  |
| 57화  | 7월 8일   | 아빠하고 나하고                    |                  |
| 58화  | 7월 9일   | 어떤 인연                          | 12세 이상 시청가 |
| 59화  | 7월 10일  | 우리마을 텃밭에는 특별한 것이 있다 |                  |
| 60화  | 7월 13일  | 안녕 우리집                        |                  |
| 61화  | 7월 14일  | 하얀 장화의 사나이                 |                  |
| 62화  | 7월 15일  | 호텔은 아무나 가나                 |                  |
| 63화  | 7월 17일  | 딱 한 번의 실수                    | 12세 이상 시청가 |
| 64화  | 7월 20일  | 엄마의 선물                        |                  |
| 65화  | 7월 21일  | 무등산 복덩이                      |                  |
| 66화  | 7월 22일  | 뜻밖의 초대                        |                  |
| 67화  | 7월 23일  | 일남 일녀                          |                  |
| 68화  | 7월 24일  | 살은 아무나 빼나                   |                  |
| 69화  | 7월 27일  | 참을 수 있을 만큼 향기로운         |                  |
| 70화  | 7월 28일  | 세 쌍둥이 아빠의 방황              |                  |
| 71화  | 7월 29일  | 외모 극복기                        |                  |
| 72화  | 7월 30일  | 우리 언니                          | 12세 이상 시청가 |
| 73화  | 7월 31일  | 엄마의 기막힌 외출                 |                  |
| 74화  | 8월 3일   | 가족끼리 왜 이래                   |                  |
| 75화  | 8월 4일   | 꽃보다 사위                        |                  |
| 76화  | 8월 5일   | 내 남편은 어디에                   |                  |
| 77화  | 8월 6일   | 아들이 너무해                      |                  |
| 78화  | 8월 7일   | 내비게이션 표류기                  |                  |
| 79화  | 8월 10일  | 보고싶다 친구야                    |                  |
| 80화  | 8월 11일  | 털끝 차이                          | 12세 이상 시청가 |
| 81화  | 8월 12일  | 야구 거짓말 그리고                 |                  |
| 82화  | 8월 13일  | 우렁 아빠                          |                  |
| 83화  | 8월 14일  | 효도는 아무나 하나                 |                  |
| 84화  | 8월 17일  | 아들과 함께 살을                   |                  |
| 85화  | 8월 18일  | 반지하 단칸방                      | 12세 이상 시청가 |
| 86화  | 8월 19일  | 그것도 다 추억                     |                  |
| 87화  | 8월 20일  | 요술 수첩                          |                  |
| 88화  | 8월 21일  | 봄날의 생일                        | 12세 이상 시청가 |
| 89화  | 8월 24일  | 아 생일이여                        |                  |
| 90화  | 8월 25일  | 내 남자의 식탐                     |                  |
| 91화  | 8월 26일  | 작은 결혼식                        |                  |
| 92화  | 8월 28일  | 엄마는 우리말 달인                 |                  |
| 93화  | 8월 31일  | 아가 자니?                         |                  |
| 94화  | 9월 1일   | 대머리 총각                        | 12세 이상 시청가 |
| 95화  | 9월 2일   | 어머니를 찾습니다                  |                  |
| 96화  | 9월 3일   | 이 부부가 사는 법                  |                  |
| 97화  | 9월 4일   | 곰탱이와 써니                      |                  |
| 98화  | 9월 7일   | 언니 엄마                          |                  |
| 99화  | 9월 8일   | 엄마의 다리                        |                  |
| 100화 | 9월 9일   | 별걸 다 기억했던 여자              |                  |
| 101화 | 9월 11일  | 99.9점                             | 12세 이상 시청가 |
| 102화 | 9월 14일  | 깜빡 깜빡                          |                  |
| 103화 | 9월 15일  | 아들의 선택                        |                  |
| 104화 | 9월 16일  | 요리는 사랑을 타고                 |                  |
| 105화 | 9월 17일  | 만능 재봉사                        |                  |
| 106화 | 9월 18일  | 내 남편이 사랑한 건강              |                  |
| 107화 | 9월 21일  | 아가씨를 꿈꾸며                    |                  |
| 108화 | 9월 22일  | 귀신이 온다                        |                  |
| 109화 | 9월 23일  | 님아 그 춤을 멈추지 마오           |                  |
| 110화 | 9월 24일  | 오 나의 동서님                     |                  |
| 111화 | 9월 30일  | 아버지의 썸                        |                  |
| 112화 | 10월 2일  | 안녕 대한민국                      |                  |
| 113화 | 10월 5일  | 엄마가 너무해                      |                  |
| 114화 | 10월 6일  | 아래층과 위층 사이                 |                  |
| 115화 | 10월 7일  | 그리운 날에는 수제비를             |                  |
| 116화 | 10월 8일  | 틀니와 송곳니                      |                  |
| 117화 | 10월 14일 | 위험한 상견례                      |                  |
| 118화 | 10월 15일 | 달콤 쌉싸름한 생일                 |                  |
| 119화 | 10월 16일 | 자식이 뭐길래                      |                  |
| 120화 | 10월 19일 | 너는 내 운명                       | 12세 이상 시청가 |
| 121화 | 10월 20일 | 화려한 휴가                        |                  |
| 122화 | 10월 21일 | 여보 쉬어                          |                  |
| 123화 | 10월 22일 | 황당한 반성문                      |                  |
| 124화 | 10월 23일 | 따뜻한 쌀밥                        |                  |
| 125화 | 10월 26일 | 영어가 뭐길래                      |                  |
| 126화 | 10월 27일 | 엄마는 고달파                      |                  |
| 127화 | 10월 28일 | 헤스 이야기                        |                  |
| 128화 | 10월 29일 | 이유 있는 외출                     |                  |
| 129화 | 10월 30일 | 금연은 아버지의 힘                 |                  |
| 130화 | 11월 2일  | 수아를 위하여                      |                  |
| 131화 | 11월 3일  | 황금인생                           |                  |
| 132화 | 11월 4일  | 자업자득                           |                  |
| 133화 | 11월 5일  | 장모님의 꿈                        |                  |
| 134화 | 11월 9일  | 달콤살벌한 자매                    |                  |
| 135화 | 11월 10일 | 그 오빠에 그 동생                  |                  |
| 136화 | 11월 11일 | 꼭 닮았네                          |                  |
| 137화 | 11월 12일 | 효도가 제일 쉬웠어요               |                  |
| 138화 | 11월 16일 | 또 출장                            |                  |
| 139화 | 11월 17일 | 우리 김장했어요                    |                  |
| 140화 | 11월 18일 | 아내는 바가지                      |                  |
| 141화 | 11월 19일 | 무법자 아빠의 최후                 | 12세 이상 시청가 |
| 142화 | 11월 20일 | 오지랖이 필요해                    |                  |
| 143화 | 11월 23일 | 마지막 선물                        |                  |
| 144화 | 11월 24일 | 불효녀는 웁니다                    |                  |
| 145화 | 11월 25일 | 날 너무 사랑한 남편                |                  |
| 146화 | 11월 26일 | 명절이 너무해                      |                  |
| 147화 | 11월 27일 | 웬만해선 엄마를 막을 수 없다       |                  |
| 148화 | 11월 30일 | 형수님은 예뻤다                    |                  |
| 149화 | 12월 1일  | 처음 느낌 그대로                   |                  |
| 150화 | 12월 2일  | 고난의 프로포즈                    |                  |
| 151화 | 12월 3일  | 춤추는 남자(재)                    |                  |
| 152화 | 12월 4일  | 나의 자리(재)                      |                  |
| 153화 | 12월 7일  | 두근두근 이벤트(재)                |                  |
| 154화 | 12월 8일  | 부자남편(재)                       |                  |
| 155화 | 12월 9일  | 빗속의 데이트(재)                  |                  |
| 156화 | 12월 10일 | 아내의 선물(재)                    | 12세 이상 시청가 |
| 157화 | 12월 14일 | 우리 할머니(재)                    |                  |
| 158화 | 12월 15일 | 웃는 그녀(재)                      |                  |
| 159화 | 12월 16일 | 신데렐라의 남자(재)                |                  |
| 160화 | 12월 17일 | 사랑을 미루지 마세요(재)           |                  |
| 161화 | 12월 18일 | 웃음 쿠폰(재)                      |                  |
| 162화 | 12월 21일 | 아내의 남자(재)                    | 12세 이상 시청가 |
| 163화 | 12월 23일 | 된장찌개 예스 청국장 노(재)        | 12세 이상 시청가 |
| 164화 | 12월 24일 | 몰래 쓴 전기(재)                   | 12세 이상 시청가 |
| 165화 | 12월 25일 | 출산일 지갑 분실 사건(재)          | 12세 이상 시청가 |
| 166화 | 12월 28일 | 그렇고 그런 사이(재)               | 12세 이상 시청가 |
| 167화 | 12월 29일 | 조기교육(재)                       |                  |
| 168화 | 12월 30일 | 빨래의 여왕(재)                    |                  |
| 169화 | 12월 31일 | 말하지 않아도(재)                  |                  |

2016년
| 회차  | 방송일    | 부제                                   | 비고             |
| ----- | --------- | -------------------------------------- | ---------------- |
| 170화 | 1월 4일   | 우리집 막내(재)                        |                  |
| 171화 | 1월 5일   | 하이힐(재)                             |                  |
| 172화 | 1월 8일   | 짧았던 거짓말(재)                      |                  |
| 173화 | 1월 13일  | 얄미운 사람(재)                        |                  |
| 174화 | 1월 14일  | 그녀가 사는 법(재)                     |                  |
| 175화 | 1월 15일  | 모르는 게 약(재)                       |                  |
| 176화 | 1월 20일  | 그래도 오빠는 오빠(재)                 |                  |
| 177화 | 1월 21일  | 할아버지는 못 말려(재)                 |                  |
| 178화 | 1월 22일  | 반기 부부(재)                          |                  |
| 179화 | 1월 26일  | 그 이름 아버지(재)                     |                  |
| 180화 | 1월 27일  | 개와 당신(재)                          |                  |
| 181화 | 1월 28일  | 아빠는 안 돼(재)                       |                  |
| 182화 | 1월 29일  | 조용한 가족(재)                        | 12세 이상 시청가 |
| 183화 | 2월 2일   | 아버지의 수난시대(재)                  | 12세 이상 시청가 |
| 184화 | 2월 3일   | 그녀를 믿지 마세요(재)                 |                  |
| 185화 | 2월 4일   | 차인표는 어디에(재)                    |                  |
| 186화 | 2월 5일   | 엉큼한 도전(재)                        |                  |
| 187화 | 2월 9일   | 시아버지를 소개합니다(재)              |                  |
| 188화 | 2월 10일  | 폼생폼사(재)                           |                  |
| 189화 | 2월 11일  | 내 사랑 스마트폰(재)                   |                  |
| 190화 | 2월 12일  | 아내는 재테크 중(재)                   |                  |
| 191화 | 2월 15일  | 따뜻한 쌀밥(재)                        |                  |
| 192화 | 2월 16일  | 너는 내 운명(재)                       | 12세 이상 시청가 |
| 193화 | 2월 17일  | 자식이 뭐길래(재)                      |                  |
| 194화 | 2월 22일  | 달콤 쌉싸름한 생일(재)                 |                  |
| 195화 | 2월 23일  | 위험한 상견례(재)                      |                  |
| 196화 | 2월 24일  | 틀니와 송곳니(재)                      |                  |
| 197화 | 2월 25일  | 그리운 날에는 수제비를(재)             |                  |
| 198화 | 2월 29일  | 아래층과 위층 사이(재)                 |                  |
| 199화 | 3월 1일   | 엄마가 너무해(재)                      |                  |
| 200화 | 3월 2일   | 안녕 대한민국(재)                      |                  |
| 201화 | 3월 3일   | 아버지의 썸(재)                        |                  |
| 202화 | 3월 7일   | 오 나의 동서님(재)                     |                  |
| 203화 | 3월 8일   | 님아 그 춤을 멈추지 마오(재)           |                  |
| 204화 | 3월 9일   | 귀신이 온다(재)                        |                  |
| 205화 | 3월 10일  | 아가씨를 꿈꾸며(재)                    |                  |
| 206화 | 3월 14일  | 내 남편이 사랑한 건강(재)              |                  |
| 207화 | 3월 16일  | 만능 재봉사(재)                        |                  |
| 208화 | 3월 17일  | 요리는 사랑을 타고(재)                 |                  |
| 209화 | 3월 21일  | 아들의 선택(재)                        |                  |
| 210화 | 3월 22일  | 깜빡깜빡(재)                           |                  |
| 211화 | 3월 23일  | 99.9점(재)                             | 12세 이상 시청가 |
| 212화 | 3월 24일  | 별걸 다 기억했던 여자(재)              |                  |
| 213화 | 3월 28일  | 엄마의 다리(재)                        |                  |
| 214화 | 3월 29일  | 언니 엄마(재)                          |                  |
| 215화 | 3월 30일  | 곰탱이와 써니(재)                      |                  |
| 216화 | 3월 31일  | 이 부부가 사는 법(재)                  |                  |
| 217화 | 4월 1일   | 어머니를 찾습니다(재)                  | 12세 이상 시청가 |
| 218화 | 4월 5일   | 대머리 총각(재)                        | 12세 이상 시청가 |
| 219화 | 4월 6일   | 아가 자니?(재)                         |                  |
| 220화 | 4월 8일   | 엄마는 우리말 달인(재)                 |                  |
| 221화 | 4월 11일  | 작은 결혼식(재)                        |                  |
| 222화 | 4월 12일  | 내 남자의 식탐(재)                     |                  |
| 223화 | 4월 14일  | 봄날의 생일(재)                        | 12세 이상 시청가 |
| 224화 | 4월 15일  | 요술수첩(재)                           |                  |
| 225화 | 4월 25일  | 아 생일이여(재)                        |                  |
| 226화 | 4월 26일  | 그것도 다 추억(재)                     |                  |
| 227화 | 4월 27일  | 반지하 단칸방(재)                      | 12세 이상 시청가 |
| 228화 | 4월 28일  | 아들과 함께 살을(재)                   |                  |
| 229화 | 5월 2일   | 효도는 아무나 하나(재)                 |                  |
| 230화 | 5월 3일   | 우렁 아빠(재)                          |                  |
| 231화 | 5월 4일   | 야구 거짓말 그리고(재)                 |                  |
| 232화 | 5월 9일   | 털끝 차이(재)                          | 12세 이상 시청가 |
| 233화 | 5월 10일  | 보고싶다 친구야(재)                    |                  |
| 234화 | 5월 11일  | 내비게이션 표류기(재)                  |                  |
| 235화 | 5월 16일  | 아들이 너무해(재)                      |                  |
| 236화 | 5월 17일  | 내 남편은 어디에?(재)                  |                  |
| 237화 | 5월 18일  | 꽃보다 사위(재)                        |                  |
| 238화 | 5월 23일  | 가족끼리 왜 이래(재)                   |                  |
| 239화 | 5월 24일  | 엄마의 기막힌 외출(재)                 |                  |
| 240화 | 5월 25일  | 우리 언니(재)                          | 12세 이상 시청가 |
| 241화 | 5월 30일  | 외모 극복기(재)                        |                  |
| 242화 | 5월 31일  | 세 쌍둥이 아빠의 방황(재)              |                  |
| 243화 | 6월 1일   | 참을 수 있을 만큼 향기로운(재)         |                  |
| 244화 | 6월 2일   | 살은 아무나 빼나(재)                   |                  |
| 245화 | 6월 7일   | 1남 1녀(재)                            |                  |
| 246화 | 6월 8일   | 뜻밖의 초대(재)                        |                  |
| 247화 | 6월 9일   | 무등산 복덩이(재)                      |                  |
| 248화 | 6월 13일  | 엄마의 선물(재)                        |                  |
| 249화 | 6월 14일  | 딱 한 번의 실수(재)                    | 12세 이상 시청가 |
| 250화 | 8월 29일  | 호텔은 아무나 가나(재)                 |                  |
| 251화 | 8월 30일  | 하얀 장화의 사나이(재)                 |                  |
| 252화 | 8월 31일  | 안녕 우리집(재)                        |                  |
| 253화 | 9월 1일   | 우리마을 텃밭에는 특별한 것이 있다(재) |                  |
| 254화 | 9월 12일  | 어떤 인연(재)                          | 12세 이상 시청가 |
| 255화 | 9월 13일  | 아빠하고 나하고(재)                    |                  |
| 256화 | 9월 19일  | 또 다른 가족(재)                       |                  |
| 257화 | 9월 20일  | 그날 밤에 생긴 일(재)                  |                  |
| 258화 | 9월 21일  | 사랑해 누나(재)                        |                  |
| 259화 | 9월 22일  | 삼시오끼(재)                           |                  |
| 260화 | 9월 26일  | 살과의 전쟁(재)                        |                  |
| 261화 | 9월 27일  | 엄마의 연정(재)                        |                  |
| 262화 | 9월 28일  | 아니 벌써(재)                          |                  |
| 263화 | 9월 29일  | 해가 서쪽에서(재)                      |                  |
| 264화 | 10월 3일  | 아내는 재테크 중(삼)                   |                  |
| 265화 | 10월 4일  | 내 사랑 스마트폰(삼)                   |                  |
| 266화 | 10월 5일  | 폼생폼사(삼)                           |                  |
| 267화 | 10월 6일  | 시아버지를 소개합니다(삼)              |                  |
| 268화 | 10월 10일 | 엉큼한 도전(삼)                        |                  |
| 269화 | 10월 11일 | 차인표는 어디에(삼)                    |                  |
| 270화 | 10월 12일 | 그녀를 믿지 마세요(삼)                 |                  |
| 271화 | 10월 13일 | 아버지의 수난시대(삼)                  | 12세 이상 시청가 |
| 272화 | 10월 17일 | 분실의 시대(삼)                        |                  |
| 273화 | 10월 18일 | 조용한 가족(삼)                        | 12세 이상 시청가 |
| 274화 | 10월 20일 | 아빠는 안 돼(삼)                       |                  |
| 275화 | 10월 24일 | 개와 당신(삼)                          |                  |
| 276화 | 10월 25일 | 그 이름 아버지(삼)                     |                  |
| 277화 | 10월 26일 | 할아버지는 못 말려(삼)                 |                  |
| 278화 | 10월 27일 | 반기 부부(삼)                          |                  |
| 279화 | 11월 7일  | 그래도 오빠는 오빠(삼)                 |                  |
| 280화 | 11월 8일  | 내겐 너무 가녀린 아내(삼)              |                  |
| 281화 | 11월 10일 | 모르는 게 약(삼)                       |                  |
| 282화 | 11월 14일 | 그녀가 사는 법(삼)                     |                  |
| 283화 | 11월 15일 | 얄미운 사람(삼)                        |                  |
| 284화 | 11월 16일 | 엄마의 의자(삼)                        |                  |
| 285화 | 11월 17일 | 후회는 나의 것(삼)                     |                  |
| 286화 | 11월 21일 | 짧았던 거짓말(삼)                      |                  |
| 287화 | 11월 22일 | 알다가도 모를(삼)                      | 12세 이상 시청가 |
| 288화 | 11월 23일 | 시아버지의 아들 자랑(삼)               | 12세 이상 시청가 |
| 289화 | 11월 24일 | 하이힐(삼)                             |                  |
| 290화 | 11월 29일 | 아내를 스카우트하다(삼)                |                  |
| 291화 | 11월 30일 | 말하지 않아도(삼)                      |                  |
| 292화 | 12월 1일  | 빨래의 여왕(삼)                        |                  |
| 293화 | 12월 5일  | 조기 교육(삼)                          |                  |
| 294화 | 12월 7일  | 출산일 지갑 분실 사건(삼)              | 12세 이상 시청가 |
| 295화 | 12월 8일  | 몰래 쓴 전기(삼)                       | 12세 이상 시청가 |
| 296화 | 12월 26일 | 처음 느낌 그대로(재)                   |                  |